# Steinauer (Nebraska)
Steinauer es una villa ubicada en el condado de Pawnee, Nebraska, Estados Unidos. Tiene una población estimada, a mediados de 2021, de 59 habitantes.

## Geografía
La localidad está ubicada en las coordenadas 40°12′26″N 96°13′58″O / 40.20722, -96.23278. Según la Oficina del Censo de los Estados Unidos, Steinauer tiene una superficie total de 0.35 km², correspondientes en su totalidad a tierra firme.

## Demografía
Según el censo de 2020, en ese momento había 59 personas residiendo en Steinauer. La densidad de población era de 168.57 hab./km². El 98.31% de los habitantes eran blancos y el 1.69% era de una mezcla de razas. No había hispanos o latinos residiendo en la zona.